# 東家三楽
東家三楽（あずまや さんらく）は、浪曲の名跡。初代は今に続く東家一門の創始者。

## 初代
初代東亭（東家）三楽は明治期の祭文（浪花節）語り。1849年生まれ、芝新網の人物、1897年の巡業先の北海道余市にて吹雪で亡くなった。墓所は同地永法寺。弟子に初代東家楽遊。

## 2代目
1902年栃木県生まれ。天中軒小入道の門弟で天中軒如雲月。しばらくはこの名が空き名跡になっていたが、天才少年浪曲師初代天中軒雲月が後年、脳病で引退し、跡目を天中軒雲月嬢（後の2代目雲月）と争った天中軒如雲月を、東家楽燕が仲裁し、2代目東家三楽を名乗らせた。多くの音源は2代目三楽のもの。1944年7月6日没。娘は三門菊江。

## 3代目
1910年茨城県生まれ。
2代目が天中軒如雲月を名乗っていたころからの弟子で天中軒竜月から初代秋津島雄鳳、東家小三楽を経て1946年に名乗った。のち引退する。
1969年3月18日に死去した。墓所は千葉の一月寺。

## 4代目
4代目 東家 三楽（あずまや さんらく、1921年3月22日 - 2013年1月15日）本名は前原 正八。

### 経歴
栃木県下都賀郡出身。農家の出で干瓢を扱う。父の浪曲好きに影響され、自ら浪曲師を志した。
1935年に東家楽燕の門下で東家燕童、1941年に若燕、1972年に国際劇場で4代目三楽を襲名。
得意は幅広く、「アラビヤ久」、「左甚五郎」、「義士伝」などの人情物、ケレン物から金襖物までこなした。
平成8年から日本浪曲協会会長を3期務めた。2013年1月15日に死去。

## 5代目
富士路子から2018年10月襲名。本名は赤木 功子。1994年6月、浪曲を教えてもらうために日本浪曲協会に電話し、富士琴路に入門。

## 楽曲
- 東家三楽『浪花節：天野屋利兵衛(二)』リーガル（日本コロムビア）、1934年12月。国立国会図書館サーチ：R100000039-I3577176。
- 牧村真澄作詞、東家三楽『浪花節：松前情話(一)』リーガル（日本コロムビア）、1940年3月。国立国会図書館サーチ：R100000039-I3577681。
- 小牧利郎作、水野草庵子脚色、東家三楽作詞『浪花節：富五郎月夜の唄(一)』リーガル（日本コロムビア）、1940年4月。国立国会図書館サーチ：R100000039-I3577693。
- 相馬勝二作詞、水野草庵子脚色、東家三楽作詞『浪花節：加茂の夜嵐(一)』リーガル（日本コロムビア）、1940年6月。国立国会図書館サーチ：R100000039-I3577703。
- 水野草庵子脚色、東家三楽作詞『浪花節：乃木将軍と青年巡査(一)』リーガル（日本コロムビア）、1941年2月。国立国会図書館サーチ：R100000039-I3577733。